# Melaneremus pupulus
Melaneremus pupulus är en insektsart som först beskrevs av Bolívar, I. 1900.  Melaneremus pupulus ingår i släktet Melaneremus och familjen Gryllacrididae. Inga underarter finns listade i Catalogue of Life.